# Mirko Štefković
Mirko Štefković (ur. 24 września 1977 w Suboticy) – serbski duchowny rzymskokatolicki, biskup diecezjalny Zrenjaninu od 2024.

## Życiorys
29 czerwca 2004 otrzymał święcenia kapłańskie i został prezbiterem diecezji Subotica. Po święceniach i studiach w Rzymie został sekretarzem biskupim, pełnił także funkcje m.in. dyrektora diecezjalnego pisma (2007–2016), sekretarza pomocniczego (2010–2015) oraz sekretarza generalnego (2016–2021) Międzynarodowej Konferencji Episkopatu Świętych Cyryla i Metodego. W 2021 mianowany diecezjalnym ekonomem.
18 marca 2024 papież Franciszek mianował go biskupem diecezji Zrenjanin. 
1 czerwca 2024 otrzymał święcenia biskupie w Katedrze św. Jana Nepomucena w Zrenjaninie. Udzielił mu ich arcybiskup László Német. Jako dewizę biskupią przyjął słowa zaczerpnięte z drugiego rozdziału Księgi Izajasza Ambulamus in Lumine Domini (W światłości Pańskiej chodzimy) (Iz 2,5).  